# Pseudorthocladius bernadetti
Pseudorthocladius bernadetti är en tvåvingeart som beskrevs av Lehmann 1979. Pseudorthocladius bernadetti ingår i släktet Pseudorthocladius och familjen fjädermyggor.
Artens utbredningsområde är Kongo. Inga underarter finns listade i Catalogue of Life.